# Operatore di Hodge
In algebra lineare, l'operatore di Hodge o stella di Hodge, introdotto dal matematico britannico William Hodge, è un operatore sull'algebra esterna di uno spazio vettoriale euclideo orientato . Di solito è indicato da un asterisco o da una stella che precede l'elemento a cui è applicato. Se la dimensione dello spazio è n, l'operatore lega k-vettori con (n − k)-vettori: questa corrispondenza è detta dualità di Hodge. Il duale di Hodge di un vettore è il vettore ottenuto dall'applicazione dell'operatore di Hodge.
In geometria differenziale, l'operatore di Hodge può essere esteso a fibrati vettoriali riemanniani orientati. Applicato allo spazio cotangente delle varietà riemannane orientate, l'operatore di Hodge permette di definire una norma L2 sullo spazio delle forme differenziali. Il codifferenziale è quindi definito come la forma aggiunta della derivata esterna . Questo codifferenziale interviene in particolare nella definizione delle forme armoniche.

## Definizione

### Operatore di Hodge suk-vettori
Sia E uno spazio vettoriale euclideo orientato di dimensione finita n . I sottospazi {\displaystyle \wedge ^{k}(E)} e {\displaystyle \wedge ^{n-k}(E)} k -vettori e (n − k) -vettori sono della stessa dimensione, ovvero il coefficiente binomiale {\textstyle n \choose k} . L'operatore di Hodge è un isomorfismo lineare indicato con {\displaystyle *} tra questi due spazi. Per qualsiasi base ortonormale diretta {\displaystyle e_{1},e_{2},\ldots ,e_{n}} , si ha
{\displaystyle *(e_{1}\wedge e_{2}\wedge \ldots \wedge e_{k})=e_{k+1}\wedge e_{k+2}\wedge \cdots \wedge e_{n}.}
Si estende quindi per linearità a tutta l'algebra esterna. Si può dimostrare che questa definizione, nonostante coinvolga una base, è indipendente dalla base scelta. 
Una definizione più adatta consiste nel coinvolgere la forma di volume {\displaystyle \omega } dello spazio vettoriale euclideo orientato {\displaystyle E}. Il duale di Hodge si ottiene eseguendo la contrazione
{\displaystyle \;*\;X=\langle \omega ,X\rangle }

### Dualità
Per un k -vettore {\displaystyle \eta \in \wedge ^{k}(E)} dello spazio n-dimensionale {\displaystyle E}, applicando due volte l'operatore di Hodge si ottiene l'identità, a meno di un segno
{\displaystyle **\eta =(-1)^{k(n-k)}\;\eta }

## Applicazioni

### Prodotto scalare sull'algebra esterna
L'operatore di Hodge permette di definire un prodotto scalare sull'algebra esterna mediante la relazione
{\displaystyle \zeta \wedge *\eta =\langle \zeta |\eta \rangle \;*1=\langle \zeta |\eta \rangle \;{\overline {\omega }}}
Per questo prodotto scalare, i k -vettori ottenuti per prodotto esterno dalla base ortonormale di {\displaystyle E} costituiscono una base ortonormale di {\displaystyle \wedge ^{k}(E)}.

## Estensione agli spazi quadratici
È possibile definire un operatore di Hodge per uno spazio quadratico . La formula della dualità viene quindi modificata per tenere conto della segnatura della forma quadratica su {\displaystyle E}. Precisamente, moltiplichiamo il secondo membro per il discriminante di questa forma quadratica. Quindi se {\displaystyle n=4} e se la segnatura è {\displaystyle (+,-,-,-)} o {\displaystyle (-,+,+,+)}, l'esponente è {\displaystyle k(nk)+1}.